# Bruno Godeau
Bruno Godeau (Bruselas, 10 de mayo de 1992) es un futbolista belga, que juega de defensa y milita en el S. K. Beveren de la Segunda División de Bélgica.

## Selección nacional
Godeau fue internacional sub-18 y sub-21 con la selección de fútbol de Bélgica, donde jugó 8 partidos internacionales, en la sumatoria de ambas categorías.

## Clubes
| Club                         | País    | Año           |
| ---------------------------- | ------- | ------------- |
| R. S. C. Anderlecht          | Bélgica | 2012-2013     |
| S. V. Zulte Waregem (cedido) | Bélgica | 2012-2013     |
| S. V. Zulte Waregem          | Bélgica | 2013-2016     |
| K. V. C. Westerlo (cedido)   | Bélgica | 2014-2015     |
| K. V. Oostende               | Bélgica | 2016-2017     |
| Royal Excel Mouscron         | Bélgica | 2017-2020     |
| K. A. A. Gante               | Bélgica | 2020-2023     |
| Sint-Truidense               | Bélgica | 2023-2025     |
| S. K. Beveren                | Bélgica | 2025-presente |

## Palmarés

### Títulos nacionales
| Título          | Club           | País    | Año  |
| --------------- | -------------- | ------- | ---- |
| Copa de Bélgica | K. A. A. Gante | Bélgica | 2022 |